# Tamaricella cypria
Tamaricella cypria är en insektsart som först beskrevs av Ribaut 1948.  Tamaricella cypria ingår i släktet Tamaricella och familjen dvärgstritar. Inga underarter finns listade i Catalogue of Life.